# Harponixus
Harponixus pubescens es una  especie de coleóptero adéfago de la familia Carabidae y el único miembro del género monotípico Harponixus.